# 王稹
王稹（12世纪—1220年），高丽王朝宗室。
高丽显宗的儿子平壤公王基五世孙，乐浪伯王瑛玄孙，承化伯王祯曾孙。父亲信安侯王珹。王稹有容儀，尙高丽明宗之女延禧宮主，封寧仁侯。其女成平王后嫁给了高丽熙宗。他喜好文學，非常喜欢佛老。孜孜爲善，得保終始。高丽高宗七年（1220年）王稹卒，谥号肅懿。子淮安公王侹尙高丽神宗之女敬寧宮主。